# バーナード・B・ブラウン
バーナード・B・ブラウン（Bernard B. Brown, 1898年7月24日 - 1981年2月20日）は、アメリカ合衆国のレコーディング・エンジニア、作曲家である。レオン・シュレシンジャー・プロダクションズのアニメーション作品の音楽を作曲していた。アカデミー録音賞を1回受賞した。

## 受賞とノミネート
| 賞           | 年     | 部門       | 作品名                    | 結果       |
| ------------ | ------ | ---------- | ------------------------- | ---------- |
| アカデミー賞 | 1938年 | 録音賞     | 年ごろ                    | ノミネート |
| アカデミー賞 | 1939年 | 録音賞     | 最後の抱擁                | 受賞       |
| アカデミー賞 | 1940年 | 録音賞     | 青きダニューヴの夢        | ノミネート |
| アカデミー賞 | 1940年 | 特殊効果賞 | The Boys from Syracuse    | ノミネート |
| アカデミー賞 | 1940年 | 特殊効果賞 | The Invisible Man Returns | ノミネート |
| アカデミー賞 | 1941年 | 録音賞     | 新婚第一歩                | ノミネート |
| アカデミー賞 | 1942年 | 録音賞     | アラビアン・ナイト        | ノミネート |
| アカデミー賞 | 1942年 | 特殊効果賞 | 透明スパイ                | ノミネート |
| アカデミー賞 | 1943年 | 録音賞     | オペラの怪人              | ノミネート |
| アカデミー賞 | 1944年 | 録音賞     | 春の序曲                  | ノミネート |
| アカデミー賞 | 1945年 | 録音賞     | Lady on a Train           | ノミネート |